# Château du Reclos
Le château du Reclos est un château situé dans la commune de Bargemon dans le département du Var.

## Historique
Dans une France du XVe siècle baignant dans le conflit qui opposa durant presque 20 ans les Armagnacs aux Bourguignons, le seigneur de Bargemon, Pons de Villeneuve, devint propriétaire en 1405 des terres qui constituent aujourd’hui le domaine, mais qui n'étaient qu'un verger.
En 1481, dans une Provence tout juste rattachée à la France sous le règne de François 1er, des hordes réalisent des opérations d’incendies et de pillages récurrents. Afin de contrer ces attaques, un mur de 1,5 km fut construit en pierre maçonnées de mortier à la chaux autour du domaine, avec au Nord Est une tour de guet. La tour, encore visible, contrôlait l'accès de l'ancien chemin de Seillans à Bargemon. L'édification de l’ensemble dura quatre ans et fut conduite, par Françoise de Grasse, l'épouse de Christophe de Villeneuve.
Durant le XVIIe siècle, une succession de quatre bassins d’irrigation sont construits afin de récupérer la source du Lauron et d'irriguer l’ensemble de la partie amont du domaine. En 1647, un plus grand bassin de 90 mètres de long et 15 mètres de large est créé par François de Villeneuve après un séjour en Bourgogne afin d'irriguer les prés mais aussi d'y élever des carpes que l’on récupérait en utilisant l’un des trois tunnels de vidange.
En 1696, on commença la construction du pavillon actuellement appelé le Château. Ce pavillon fut proposé par Joseph de Villeneuve qui séjourna 5 ans à la cour de Louis XIV. Il le voulait sur le modèle des pavillons du Château de Marly, cher au  roi dans la seconde partie de son règne.
Au XIXe siècle, deux ailes supplémentaires sont ajoutées à la bâtisse principale et la famille quitte le château féodal du village peu confortable pour cette résidence d’été, jugée plus en accord avec son époque.
Au XIXe siècle, la génération des Villeneuve qui grandit à Bargemon pendant la période révolutionnaire connut, dans l’ensemble, une bonne fortune, et la famille compta quatre préfets, notamment sous le règne de Louis XVIII qui apprécia grandement leur talent administratif.
Clos de murs, d’où son nom de Reclos, le domaine comptant au commencement un pavillon pris une allure de pavillon de chasse sous Louis XV, et passé la Révolution, il se transforma en château sous Napoléon III, avec l'ajout de deux ailes et deux tourelles à clocheton, entouré d'un parc mêlant pins, buis et plantes exotiques.
La Première Guerre mondiale fit disparaître la génération à qui aurait dû incomber la charge du domaine. Puis arriva la Seconde Guerre mondiale avec les troupes italiennes établissant au Reclos leur quartier général...juste après que le matériel de la Résistance soit évacué. Au sortir de la guerre, le bâtiment ayant perdu sa vocation de résidence familiale, le comte Raymond de Villeneuve Bargemon, alors propriétaire du domaine, décida de transformer le château en home d’enfants. Ce qu’il fut jusqu’à la fin du XXe siècle.
Aujourd’hui, le Reclos accueille des groupes ayant des activités culturelles ou sportives.

## Anecdotes
La loi du 17 frimaire de l'an II de la Révolution française permettait de placer sous séquestre le Reclos, ce qui concernait directement Joseph de Villeneuve, fils du marquis Christophe, qui avait alors quatre fils. Dans cette ambiance de guerre civile sous la Terreur, et devant leur position plutôt favorable aux patriotes, la population était partagée sur le sort de ces nobles. Ils vécurent alors au gré des menaces d'émeutiers et des fouilles improvisées par les Autorités.
Joseph de Villeneuve prit le parti de plaider sa cause auprès de Robespierre, envoyé en mission dans la région où il avait participé au siège de Toulon. Il alla le rencontrer à Saint-Cézaire-sur-Siagne où il était hébergé chez un ami. La rencontre fût cordiale et franche durant un long dîner. Surpris par le courage et le sang-froid du marquis, Robespierre écrivit au district de Draguignan afin de permettre aux Villeneuve d'exploiter leurs terres.
Trois mois plus tard, Robespierre était condamné à mort par l'Assemblée. Les Villeneuve ne s'étaient pas attendus à ce dénouement, s'imaginant plutôt eux-mêmes sur un échafaud.

## Galerie

Peinture du château.